# H Magnum
 (février 2022).
H Magnum, né Guy-Hervé Imboua à Yopougon en Côte d'Ivoire, est un rappeur et chanteur français, signé sur le label LoudSchool Production.

## Biographie

### Enfance et débuts
Guy-Hervé Imboua naît à Yopougon, en Côte d'Ivoire, et a immigré à l'âge de 9 ans en France et résidait dans le 20e arrondissement de Paris,. Son père était professeur d'Anglais et sa mère mère au foyer. Il commence à rapper dans divers groupes, notamment Aconit, un collectif de jeunes rappeurs de la région de Saint-Blaise, et apparaît dans diverses compilations. Il rejoint ensuite le collectif de rap L'Injection Lyricale. Devenu célèbre, il fait la première partie d'Akon le 11 avril 2009 à Bercy et se produit aux côtés d'IAM au Zénith de Paris le 27 juin 2009.

### RafalesetDream(2009-2012)
En 2009, il sort chez Wagram son street-album Rafales et annonce un premier opus pour l’automne 2011, baptisé Gotham City. Il dévoile alors Excellent et Ça marche en équipe en featuring avec le groupe Sexion d’Assaut dont il fréquente les membres depuis des années, l’un d’entre eux venant de son quartier. À l’instar de Dounia, les titres auraient dû se trouver sur Gotham City mais font finalement l’objet d’un premier EP Dream, paru en mai 2012. Celui-ci se classe en 12e position du top digital dès la semaine de sa sortie.

### Fin de dream(2013)
En mars 2013, il présente son projet Fin de Dream (avant Gotham City), introduction à son futur album. Continuant à mêler ses influences rap et africaines, il y convie plusieurs membres de la Sexion d’Assaut. Black M participe ainsi à Efface mon num', tandis que Maître Gims figure sur les morceaux Fin de dream, Komodo ou encore Kim Jong Il. C’est toujours avec le leader du collectif qu’il participe, à l’été 2014, au titre Du Swagg de la compilation Paris Oran New York de DJ Kayz.

### Gotham City(2014-2016)
En juin 2014, H Magnum confirme sur Facebook sa signature sur le label indépendant Play On et l’arrivée prochaine d’un premier extrait de Gotham City, premier album sur lequel il a travaillé avec Factor, Karim Le Pak ou encore Skalpovich.
En octobre, il sort le single Idem, premier extrait de son album. Très apprécié par les fans, le clip a été visionné près de 3 millions de fois sur YouTube.
La rentrée 2015 est chargée pour H Magnum, puisque Gotham City est annoncé pour le 30 octobre,. Début septembre sort le hit Garde l’équilibre, cette fois-ci en duo avec Indila, accompagné d’un clip tourné à Cuba. Le nom Gotham City fait référence au quartier de Abidjan, là où il a grandi. H Magnum a également dévoilé à ses fans, toujours plus nombreux, son tout nouveau site Internet.

### Obade,Obade IIetBansky(depuis 2020)
En mai 2020, il dévoile un nouveau single nommé Gatement extrait de son nouvel EP Obade. L'EP sort le 5 juin, il a sept titres et est en collaboration avec Lefa et Franglish. Le 30 septembre, il sort un nouveau single nommé Vêtement, suivi de Isolé en collaboration avec Rohff le 11 décembre qui devaient être extrait d'un quatrième EP intitulé Obade II mais qui finalement ne sort pas.
En mars 2021, il dévoile un nouveau titre nommé Te Quiero suivi par Ecol'O.G en mai,. En juin, il sort Medusa en collaboration avec Gims, puis le remix des Antilles en août avec Gims, Jahyanai & Bamby.
En septembre, il dévoile Bansky avec Dadju où à la fin du clip s'annonce son nouvel album Bansky pour le 15 novembre,. Finalement la date de sortie de l'album est repousée pour le 26 novembre. Le jour de la sortie de l'album à minuit, il annonce sur Twitter qu'il va changer la cover de l'album en disant que le thème de l'album est atypique : « Détruire pour mieux recommencer ». L'album sort, en collaboration avec Dadju, Gims, Franglish, Naps, Kaaris, Imen ES, Vegedream, Fally Ipupa, Maud Elka, Ap Tyl et Ophi. Le 3 décembre, il dévoile le clip de Goudou, extrait de son album,.
Le 25 novembre 2022, soit un an plus tard, H Magnum dévoile le clip d'Obade avec Maud Elka.

## Discographie

### Singles
- 2008 : Racket
- 2009 : La Rafale
- 2009 : Tous de l'avant (feat. Shaniz)
- 2010 : Paris
- 2012 : Qui vivra verra
- 2012 : Dream
- 2012 : Une larme (feat. Kenza Farah)
- 2013 : Fin de dream (feat. Maître GIMS)
- 2013 : Violent
- 2013 : Efface Mon Num' (feat. Black M)
- 2013 : Komodo (feat. Maitre Gims)
- 2013 : L'appât du gain
- 2013 : Mi Amor
- 2014 : Idem
- 2014 : Chuis d'dans (Freestyle)
- 2014 : Prohibé
- 2015 : Chuis D'dans partie II (Freestyle)
- 2015 : Aucun Mytho (feat. Black M)
- 2015 : Garde l'équilibre (feat. Indila)
- 2015 : Demain sera mieux
- 2015 : Braquer nos rêves
- 2016 : Pourquoi tu m'en veux (feat. Maitre Gim's)[36]
- 2016 : Dans mon monde
- 2016 : Au pays de la Tour Eiffel[37]
- 2018 : De l'or (feat. Youcef Raïfi)
- 2018 : Punition (Votre Cadeau)
- 2018 : Incognito
- 2019 : Verratti (feat. Kaaris)
- 2019 : Bikini
- 2019 : Bisous
- 2020 : Gatement
- 2020 : Je t'avais prévenue (feat. Franglish)
- 2020 : Petit Matin (feat. Lefa)
- 2020 : Vêtement
- 2020 : Isolé (feat. Rohff)
- 2021 : Te Quiero
- 2021 : Ecol'O.G
- 2021 : Medusa (feat. GIMS)
- 2021 : Medusa (West Indies Remix) (feat. GIMS, Jahyanai & Bamby)
- 2021 : Bansky (feat. Dadju)  Or[38]
- 2021 : Goudou
- 2022 : Obade (feat. Maud Elka)
- 2024 : Afro binks
- 2024 : Mauvais djo
- 2024 : Knysna

### Collaborations
- 2012 : Sexion d'Assaut feat. H. Magnum - Rien de méchant (sur l'album L'Apogée)
- 2013 : Maître Gims feat. H-Magnum - Freedom (sur l'album Subliminal)
- 2013 : H-ill Tal feat. H-Magnum - Au Soleil (sur l'album Là Où ça était...je Dois Devenir)
- 2013 : Maître Gims feat. Bedjik, Dr. Bériz, H Magnum et Soprano - De Marseille à Paris (sur l'album Subliminal (La face cachée) et sur les Ceci n'est pas un clip)
- 2014 : DJ Zahia feat. H Magnum & Maître Gims - Du Swagg (sur la compilation Paris Oran New York)
- 2014 : DJ Kayz feat. H Magnum - C'est physique (sur la compilation Paris Oran New York)
- 2014 : La Fouine feat. H-Magnum - Terrain (sur l'album Capitale du crime volume 4)
- 2015 : Maître Gims feat. H-Magnum - Number One (sur l'album Mon cœur avait raison)
- 2016 : DJ Hamida feat. H Magnum - Piña Colada (sur le projet Mix Party 2016)
- 2016 : Shado Chris feat. H Magnum - On est garçon
- 2016 : Lefa feat. H-Magnum - Tu vas prendre l'eau (sur l'album Monsieur Fall)
- 2016 : Ridsa feat. H Magnum - Selfie (sur l'album Tranquille)
- 2016 : Vitaa feat. H-Magnum - La même (sur l'album La Même)
- 2017 : Alexy Large feat. H Magnum - J'aimerais tant
- 2018 : Gims feat. H Magnum & Orelsan - La nuit c'est fait pour dormir (sur l'album Ceinture noire)
- 2018 : Vegedream feat. H Magnum - Tout casser (sur la mixtape Marchand de sable)
- 2019 : DJ Best feat. H Magnum - T'es à moi
- 2019 : Ridsa feat. H Magnum - Joga Bonito (sur l'album Vagabond)
- 2019 : DJ Hamida feat. H Magnum, Farida R'guiba - Mama mama (sur le projet À la bien Mix Party 2019)
- 2020 : DJ Hitman feat. H-Magnum & Mosko - Why Why (sur l'album Inside)
- 2021 : Fababy x H Magnum x Mosty - Ivoirien est chaud
- 2022 : Nassi feat. H Magnum - Allo mama (sur l'album Arabesque Volume II)
- 2022 : Elflaco feat. H Magnum - Every day
- 2022 : VDA feat. H Magnum - C'est zoo
- 2022 : Yodé & Siro feat. H Magnum - Follow

### Musiques écrites ou coécrite pour d'autres artistes
- 2014 : Au Sommet ; Mi Amor et Je M’abandonne pour Kendji Girac (album : Kendji)
- 2015 : Sans rétro pour Gims (album : Mon cœur avait raison)
- 2015 : Où Va Le Monde ? pour Kendji Girac (album : Ensemble)
- 2015 : Emmène-moi et Prie pour moi pour Vitaa (album : La même)
- 2017 : Siamois pour Fally Ipupa (album : Tokooos)
- 2017 à 2019 : Caméléon ; 10/10 ; Jasmine ; Dans la cité ; Miami VIce ; Naïf ; Na lingui yo ; Je sais qui t'es ; Tant pis ; Laisse-moi tranquille ; Tu reviendras ; T'es parti ; Tu m'as dit ; Oulala ; Bonita ; Le pire ; Où aller ; Tu m'as mis dans la merde ; Mon coeur meurtri ; La nuit c'est fait pour dormir ; Tu me l'avais promis ; Skyfall ; PS ; Je t'en veux ; La vérité et Corazón pour Gims (album : Ceinture noire)
- 2018 : À ta santé pour KeBlack (album : Appartement 105)
- 2018 : J’suis pas foncedé pour Dr. Yaro & La Folie (album : Apollo 11)
- 2020 : T’épauler pour Barack Adama (album : Libertad (Chapitre 3))
- 2025 : La Var pour Nej’
- 2025 : OHMA TOKITA ; Ciel et Shaolin pour Gims (album : Le nord se souvient)
- 2025 : Do you love me ? pour Gims